# Kunle Adejuyigbe
Kunle Adejuyigbe (Nigeria, 8 de agosto de 1977) es un atleta nigeriano, especializado en la prueba de 4x400 m en la que llegó a ser medallista de bronce mundial en 1995.

## Carrera deportiva
En el Mundial de Gotemburgo 1995 ganó la medalla de bronce en los relevos 4x400 metros, con un tiempo de 3:03.18 segundos, tras Estados Unidos y Jamaica, siendo sus compañeros de equipo: Udeme Ekpeyong, Jude Monye y Sunday Bada.